# Ян Нагурський
Ян Йосипович Нагурський (пол. Alfons Jan Nagórski; 8 лютого 1888, Влоцлавек, нині Польща — 9 червня 1976, Варшава) — полярний льотчик, польський піонер польотів над льодами Арктики.
Поляк, служив у російської армії, став одним з перших пілотів російського флоту. В 1914 році брав участь у пошуках зниклої експедиції Георгія Сєдова, коли зробив п'ять польотів — перших у світі польотів в небі Арктики.
Першим з льотчиків зробив «мертву петлю» на гідроаероплані, в Першу світову війну був нагороджений декількома орденами.

## Біографія

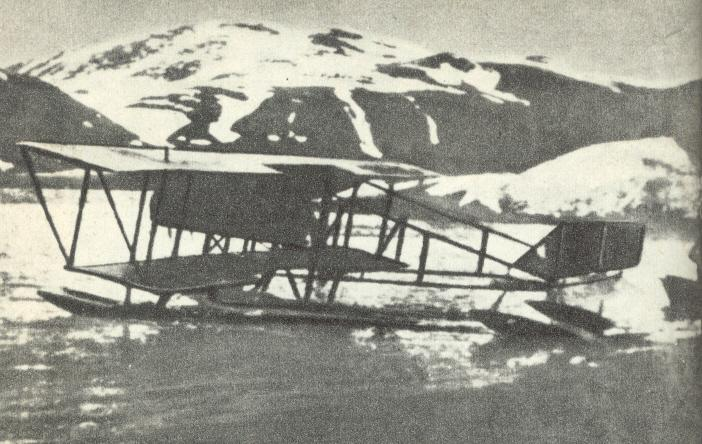
Farman MF.11 Яна Нагурського на Новій Землі, 1914

Народився 8 лютого 1888 року по н. ст. в сім'ї мірошника. Після закінчення школи працював судовим клерком і вчителем.
У 1906 році поступив в Одеське юнкерське піхотне училище. 6 серпня 1909 року отримав звання підпоручик і призначення в 23-й Сибірський стрілецький полк, розквартирований у Хабаровську.
В кінці 1910 року подав рапорт на вступ до Вищого морського інженерного училища і продовжив навчання в Санкт-Петербурзі.
Натхненний демонстраційними польотами Сергія Уточкіна, з початку 1911 до 1912 року Нагурський пройшов курс навчання під керівництвом інструктора Раєвського в Імператорському Всеросійському аероклубі в Новій Деревні поблизу Санкт-Петербурга.
У червні 1912 року Нагурський вступив до Гатчинської офіцерської повітроплавальної школи. У наступному 1913 році отримав звання військового льотчика.
Одночасно з авіаційною підготовкою, в липні 1913 року Нагурський успішно захистив диплом морського інженера і був призначений в Головне Гідрографічне Управління.
В 1914 році для пошуків експедиції Г. Я. Сєдова вперше у світовій історії використовувалася полярна авіація: льотчик Ян Нагурський з механіком Е. В. Кузнецовим на гідролітаку «Фарман МФ-11» дослідив з повітря льоди і узбережжя Нової Землі на протяжності близько 1060 км. Під час останнього польоту він досяг 76 паралелі.

## Пам'ять
На честь Яна Нагурський названі:
- Мис Нагурський в північній частині острова Земля Олександри в архіпелазі Земля Франца-Йосифа.
- Гідрометеорологічна полярна станція «Нагурський» Держкомгідромету СРСР на острові Земля Олександри в архіпелазі Земля Франца-Йосифа (закрита в 1997 році).
- Допоміжний аеродром «Нагурський» Оперативної Групи Арктики (ОДА) Дальньої авіації СРСР на Землі Франца-Йосифа (закритий, станом на 2009 рік використовується як злітно-посадочний майданчик авіації прикордонної служби ФСБ Росії).
- З травня 2007 року — база прикордонної служби ФСБ Росії «Нагурський» на Землі Олександри.

## Книги
- Jan Nagórski. Pierwszy nad Arktyką // Warszawa. Wydawnictwo Ministerstwa Obrony Narodowej. 1958 (пол.)
- Jan Nagórski. Nad płonącym Bałtykiem // // Warszawa. Wydawnictwo Ministerstwa Obrony Narodowej. 1960 (пол.)